# Bahya Mansour Al Hamad
Bahya Mansour Al Hamad (21 juni 1992) is een Qatarees schutter. Ze komt namens Qatar uit op de Olympische Zomerspelen in Londen. Ze komt uit bij het schieten op de onderdelen 10 meter luchtgeweer en 50 m kleinkalibergeweer (3 houdingen).
Samen met de tafeltennisster Aia Mohamed, de atlete Noor Hussain Al-Malki en de zwemster Nada Mohammed W S Arakji is ze de eerste vrouw voor Qatar op de Olympische Spelen ooit. Al Hamad kwam als eerste in actie.
Bij de openingsceremonie van de Olympische Zomerspelen in Londen, was ze de vlaggendraagster voor Qatar.